# Fábrica

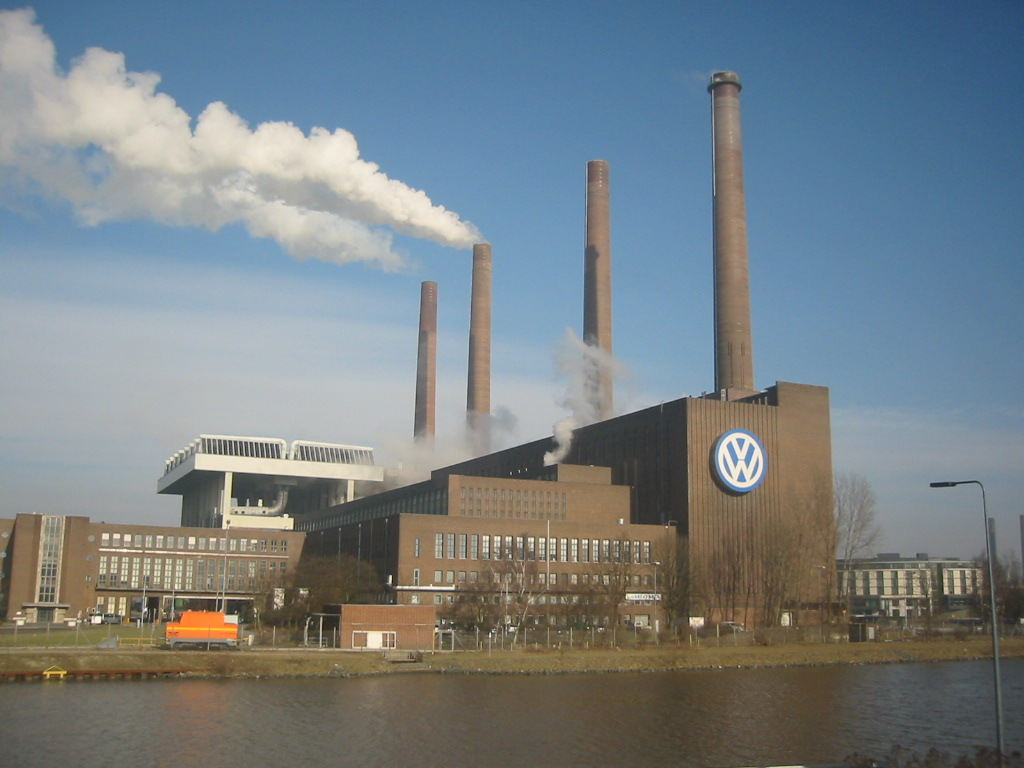
Fábrica da Volkswagen em Wolfsburg, Alemanha.

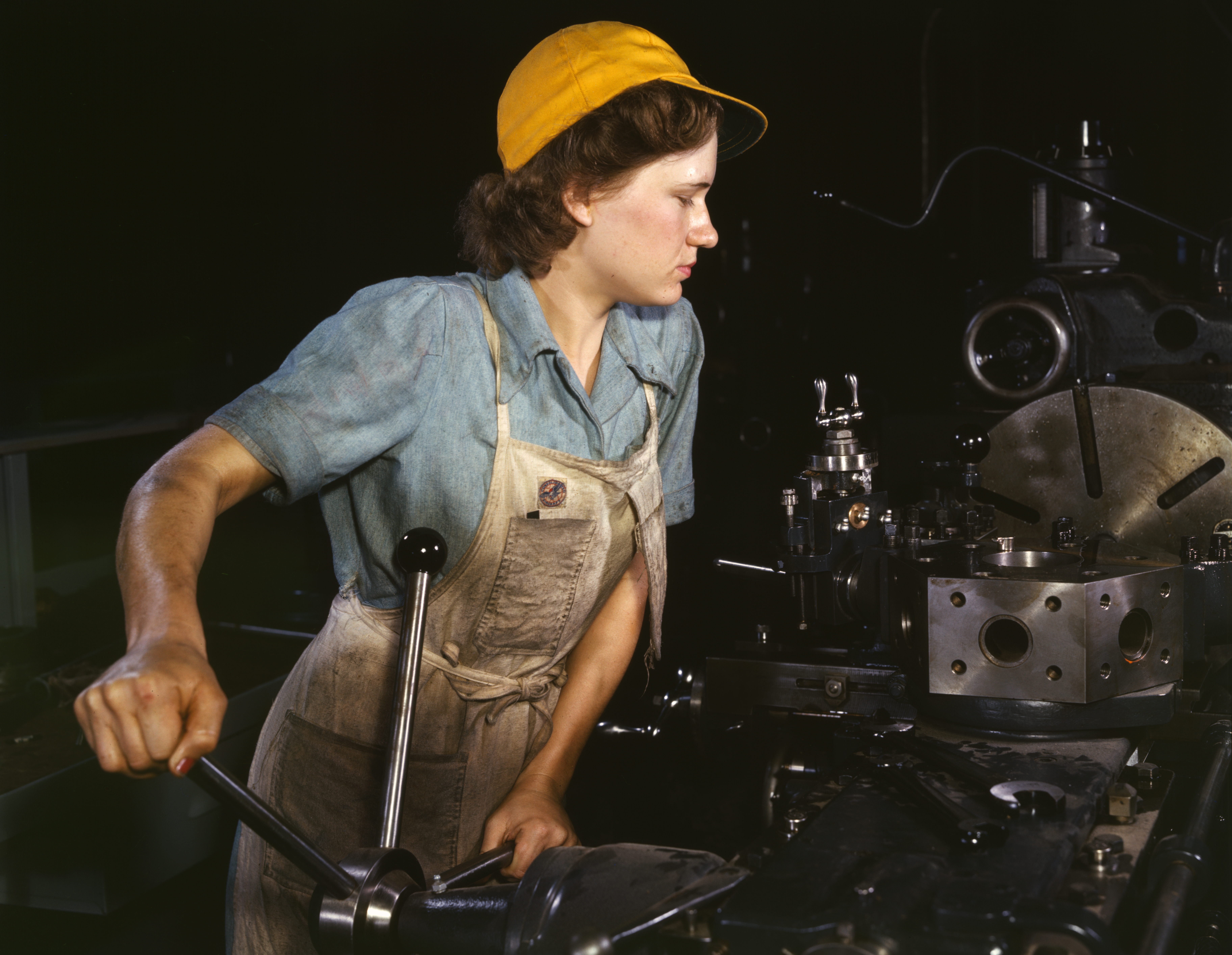
Trabalhadora operando um torno mecânico em Fort Worth (Texas), nos Estados Unidos, década de 1940.

Fábrica é um edifício industrial onde trabalhadores manufaturam bens ou supervisionam o funcionamento de máquinas que processam um produto, transformando-o em outro.Possuem  armazéns e depósitos com equipamentos pesados, utilizados na produção da linha de montagem. Arquetipicamente, as fábricas acumulam e concentram recursos - trabalhadores, capital e a infraestrutura local.
Hoje, as fábricas substituíram o trabalho por tecnologia para reduzir custos e aumentar a produtividade.

## Etimologia
“Fábrica” vem do latim officina, de wisine e uisine (1274).  Propriamente dita e antigamente, a fábrica era uma máquina movida a água. É a partir da revolução industrial, que se cria uma fábrica cujo produto é obtido mais pelas máquinas do que pelo trabalho dos operários, como o moinho, a forja  : o uso da ferramenta portanto, e da energia hidráulica até a revolução industrial onde esta é substituída pelo vapor.
Usinagem é moldar uma peça com uma máquina-ferramenta. Usar uma fábrica também significa trabalhar em uma fábrica, ou trabalhar duro, expressão popularizada no início do século XX.

## Descrição
Para ser mais preciso, uma fábrica é uma unidade de produção. Na verdade, a indústria, mais do que uma categoria produtiva, é um método organizacional de produção de produtos ou de prestação de serviços  . 
Além dos processos de transformação de materiais no sentido estrito do termo, as fábricas também podem realizar atividades de montagem, ou seja, obter o produto por meio da montagem de componentes (adquiridos como peças acabadas pelos fornecedores), por exemplo, o que acontece nas linhas de produção de veículos ou eletrodomésticos ou equipamentos de hardware.